# Стерлинг (шоссе)
Шоссе Стерлинг — дорога длиной 222 км (138 миль), расположенная в южно-центральной части американского штата Аляска. Проходит от озера Терн, находящегося в 140 км (87 миль) к югу от Анкориджа, до города Хомер.

## Описание маршрута
Шоссе является частью Аляскинского маршрута 1. От пересечения с шоссе Сьюард поблизости озера Терн до города Солдотна оно пролегает с востока на запад параллельно реке Кенай. В Солдотне дорога сворачивает на юг и проходит вдоль восточного берега залива Кука. Это единственное шоссе в Западной и Центральной частях полуострова Кенай, и большинство населения Кеная проживает рядом с ним. Шоссе также предоставляет доступ ко многим чрезвычайно популярным местам для рыбалки и зонам отдыха, в том числе к Национальному лесу Чугач, Национальному резервату дикой природы Кенай, а также рекам Кенай, Фанни-Ривер и Рашен-Ривер. Южный конец магистрали расположен на песчаной косе Хомер, врезающуюся в залив Качемак. Здесь расположен паромный терминал Alaska Marine Highway.
Дистанционные столбы вдоль шоссе Стерлинг начинаются не с нуля, а с 37 миль (60 км), являясь продолжением нумерации шоссе Сьюард. За нулевую отметку принят вокзал в центре Сьюарда на пересечении 3-й авеню и железнодорожного проспекта. Таким образом, столбы, поставленные вдоль шоссе Стерлинг, отражают расстояние от Сьюарда.

## История
Строительство шоссе было начато в 1947 году и завершено в 1950. 